# Super/Man: The Christopher Reeve Story
Super/Man: The Christopher Reeve Story è un film documentario del 2024 sulla vita dell'attore americano Christopher Reeve dopo un incidente a cavallo che lo ha lasciato paralizzato e sul suo successivo impegno come attivista per i diritti delle persone con disabilità. Diretto da Ian Bonhôte e Peter Ettedgui, che hanno co-scritto la sceneggiatura con Otto Burnham, il titolo del film è un riferimento al ruolo di Reeve come Superman nella serie di film Superman (1978–1987). Nel documentario compaiono i figli di Reeve: Alexandra Reeve Givens, Matthew Reeve e Will Reeve.
Un progetto anglo-americano, il film è una coproduzione di Words + Pictures, Passion Pictures e Misfits Entertainment in associazione con Jenco Films, ed è stato acquisito per la distribuzione da Warner Bros. Pictures, DC Studios, HBO Documentary Films, CNN Films e la piattaforma di streaming Max. Super/Man: The Christopher Reeve Story ha debuttato il 19 gennaio 2024 al Sundance Film Festival, e ha ricevuto una distribuzione cinematografica limitata negli Stati Uniti, in collaborazione con Fathom Events, il 21 e 25 settembre 2024. Il film è uscito in ampia distribuzione in Nord America l'11 ottobre. Ha ricevuto il plauso unanime di critica e pubblico, ed è stato nominato uno dei cinque migliori documentari del 2024 dal National Board of Review.

## Riassunto
La storia è presentata con una narrazione non lineare, alternando momenti prima e dopo l'incidente a cavallo di Reeve.
Reeve ha un'infanzia difficile: i suoi genitori divorziano quando è ancora giovane e la sua famiglia si complica ulteriormente con diversi matrimoni successivi. Ha un rapporto particolarmente teso con il padre, Franklin. Durante gli studi alla Juilliard School, stringe una profonda amicizia con il compagno di classe Robin Williams. Quando il casting per Superman inizia, il regista Richard Donner vuole un attore sconosciuto per il ruolo del protagonista, nonostante molte celebrità siano interessate. Reeve ottiene il ruolo, nonostante la disapprovazione del padre e dei colleghi.
Durante le riprese, conosce l'agente di moda britannica Gae Exton, con cui inizia una relazione appassionata. Superman viene distribuito nel 1978 e diventa un enorme successo, consacrando Reeve come una stella del cinema. Tuttavia, il successo ottenuto con Superman ostacola la sua carriera al di fuori del franchise. Reeve vive a Londra con Exton, che dà alla luce Matthew e Alexandra. Insoddisfatto della sua carriera, accetta di recitare in Superman III (1983) e Superman IV (1987) solo per obbligo. La relazione con Exton si conclude nel 1987.
Cinque mesi dopo, Reeve incontra l'attrice e cantante Dana Morosini, con cui inizia a frequentarsi. Supera le sue riserve sul matrimonio e le chiede di sposarlo. Si sposano nell'aprile del 1992 e nel giugno dello stesso anno nasce Will, il loro figlio. Dana si dimostra una madre affettuosa anche per Matthew e Alexandra.
Il 27 maggio 1995, Reeve cade da cavallo, riportando una lesione spinale che lo paralizza dal collo in giù. Reeve si colpevolizza per aver "rovinato la vita della sua famiglia", ma Dana lo rassicura dicendo: "Sei ancora tu, e io ti amo". Riceve supporto da amici e familiari, in particolare da Williams, che lo fa ridere per la prima volta dopo l'incidente. Reeve avvia una fondazione per la ricerca sulle lesioni spinali e diventa un fervente attivista.
Nonostante le difficoltà, Reeve dirige due film, In the Gloaming (1997) e The Brooke Ellison Story (2004). Muore il 9 ottobre 2004 all'età di 52 anni. Dana, rimasta vedova, continua il lavoro della fondazione ma muore di cancro ai polmoni nel 2006, lasciando Will orfano.
I figli di Reeve ereditano la gestione della fondazione, che continua a portare avanti il lascito di Christopher e Dana, contribuendo a importanti scoperte scientifiche.

## Distribuzione
Super/Man: The Christopher Reeve Story ha avuto la sua prima mondiale al Rose Wagner Performing Arts Center di Salt Lake City, Utah, durante il 2024 Sundance Film Festival, il 19 gennaio 2024. Dopo la proiezione, si è tenuto un incontro con i registi Ian Bonhôte e Peter Ettedgui, insieme ai figli di Reeve. Nel febbraio 2024, Warner Bros. Discovery (WBD), proprietaria di DC Comics, ha acquisito i diritti di distribuzione globale per il cinema e l'home media del documentario per $15 milioni. La distribuzione è stata curata dai co-CEO di DC Studios, James Gunn e Peter Safran, in collaborazione con Warner Bros. Pictures, HBO Documentary Films, CNN Films e il servizio di streaming Max. La vendita è stata mediata dalla società di finanziamento cinematografico Cinetic Media.
Durante il CinemaCon dell'aprile 2024, Safran ha annunciato che il documentario sarebbe stato distribuito nei cinema a settembre 2024 sotto le etichette Warner Bros. Pictures, DC Studios, HBO e CNN. Nel maggio 2024 è stato comunicato che il film avrebbe avuto una distribuzione limitata il 21 e 25 settembre 2024, in collaborazione con Fathom Events. Il 25 settembre, data della seconda proiezione, è stata scelta per celebrare quello che sarebbe stato il 72º compleanno di Reeve. Il film è stato poi distribuito in ampia distribuzione in Nord America l'11 ottobre 2024, seguito da uscite internazionali nel tardo 2024, tra cui il Regno Unito il 1º novembre.
Il 26 novembre 2024, è stato annunciato che il documentario sarebbe stato trasmesso su HBO il 7 dicembre e reso disponibile su Max.

## Accoglienza

### Critica
Su Rotten Tomatoes, Il 98% delle 101 recensioni della critica sono positive. Su Metacritic, il film ha ottenuto un punteggio medio ponderato di 76 su 100 basato su 21 recensioni, indicando "recensioni generalmente favorevoli". Il pubblico intervistato da CinemaScore ha dato al film un raro voto medio di "A+" su una scala da A+ a F.
Amber Wilkinson di Screen Daily ha scritto: "La vita e il lavoro della star di Superman Christopher Reeve sono raccontati attraverso i ricordi della sua famiglia e dei suoi amici in un documentario sempre più commovente firmato da Ian Bonhôte e Peter Ettedgui." Monica Castillo di RogerEbert.com lo ha descritto come "Facilmente il mio momento più emozionante del festival, qualcosa che ti colpisce così profondamente da rendere impossibile trattenere le lacrime".